# Stubla
Stubla es un pueblo ubicado en la municipalidad de Medveđa, en el distrito de Jablanica, Serbia.

## Superficie
Posee una superficie de 18,40 kilómetros cuadrados.

## Demografía
Hasta 2011 la población era de 91 habitantes, con una densidad de población de 4,946 habitantes por kilómetro cuadrado.